# Camí de Montcada (València)
El camí de Montcada és una via urbana i interurbana del nord-oest de València situada entre l'avinguda de la Constitució i la població de Montcada. Correspon a l'inici de la carretera CV-315 que comunica la ciutat de València amb les poblacions de Montcada i Alfara del Patriarca a la comarca de L'Horta Nord, i les poblacions de Nàquera i Serra a la comarca del Camp de Túria.
Es divideix en una part urbana al sud (dins el nucli urbà de València) i una part interurbana al nord (fora del nucli urbà de València).
Fita amb importants vies com l'avinguda del Dr. Peset Aleixandre i l'avinguda dels Germans Machado (inclosa en la ronda nord de València).
Travessa de sud a nort el barri de Tormos al districte de La Saïdia, a continuació el barri de Torrefiel al districte de Rascanya i fa de divisòria també amb el barri i districte de Benicalap des del carrer de Pedro Cabanes fins a la ronda nord. Fora del nucli urbà travessa primer camps i pedania de Poble Nou, després fa de divisòria entre els termes de Borbotó a l'oest i Carpesa a l'oest, i finalment creua el terme de Benifaraig rodejant-lo. Des d'aquest punt fins a arribar a Montcada, serveix de línia divisòria entre els termes municipals de Montcada a l'oest i d'Alfara del Patriarca a l'est.

## Nom
La denominació camí de Montcada pren com a referència la primera destinació important del camí partint des de la ciutat de València, que és la població de Montcada a la comarca de L'Horta Nord. És el primer tram de la carretera CV-315 que va més enllà de Montcada fins als municipis de Nàquera i Serra.

## Història

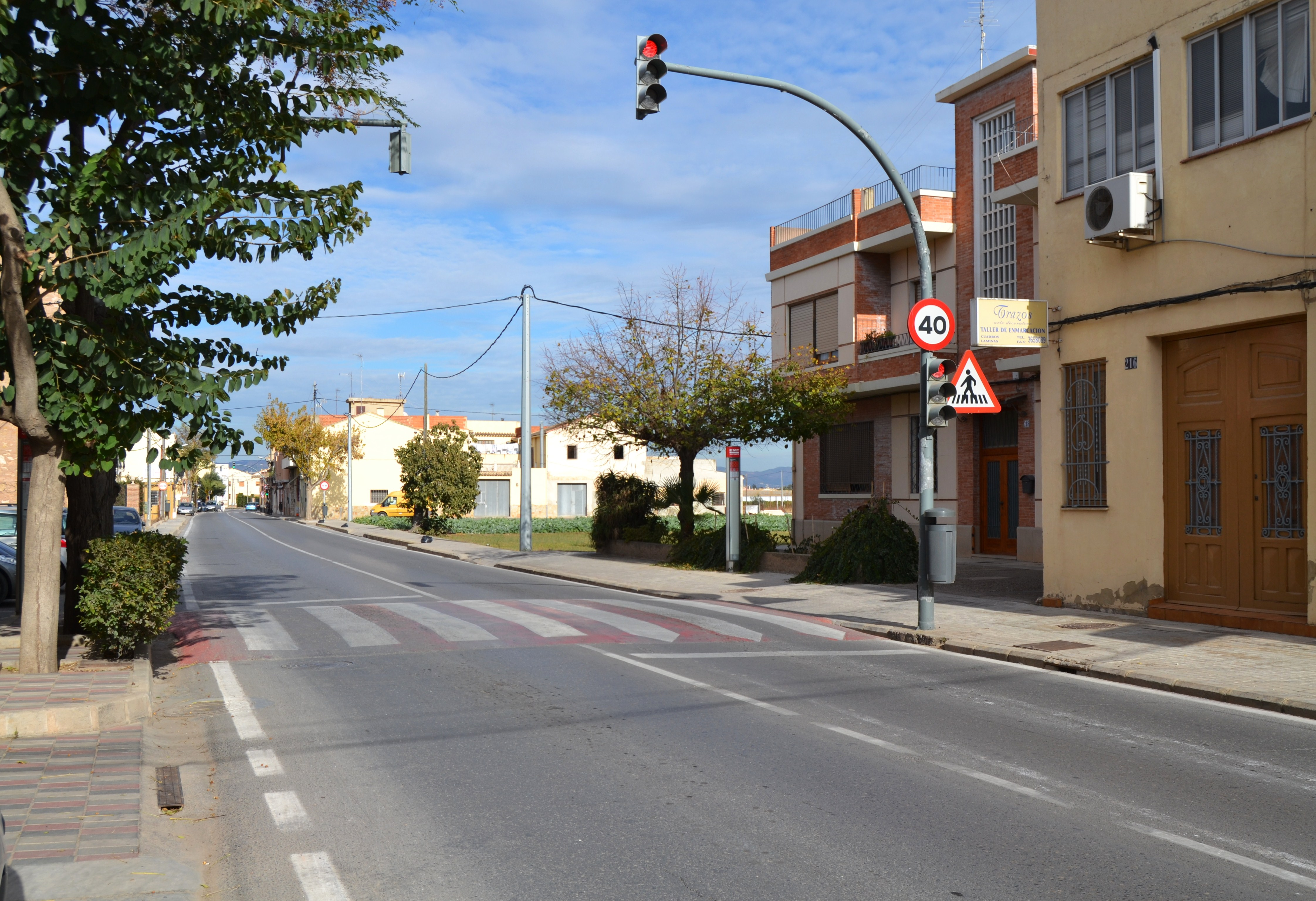
El camí de Montcada al Poble Nou

El camí s'iniciava al carrer de Sagunt de la ciutat de València, antic camí reial de Morvedre i que correspon aproximadament al traçat de l'antiga Via Augusta romana. Una gran creu de ferro marcava l'inici del camí de Montcada. En l'actualitat, s'ha erigit una reproducció de la creu al punt aproximant on s'ubicava, junt a una intersecció giratòria actual a l'encreuament del carrer de Sagunt amb el carrer de Maximilià Thous.
El camí s'estenia per grans extensions de camps de l'Horta de València creuant séquies com la séquia de Rascanya, el Braç de Petra de la séquia de Mestalla i la séquia de Tormos.
Amb l'expansió de la ciutat fins a la tercera circumval·lació (o tercer cinturó) i l'edificació al barri de Torrefiel, aquest primer tram del camí de Montcada va quedar totalment inclòs al nucli urbà de la ciutat.
Just al punt on abandona la ciutat per a continuar entre els camps de l'horta, prop de l'antiga alqueria de Falcó, es va erigir una creu de terme en pedra que va ser destruïda durant la Guerra Civil espanyola i substituïda per la que podem veure actualment.
Sempre es va fer servir el camí com a nexe d'unió de València amb diverses de les seues pedanies del nord, com ara Poble Nou, Borbotó, Carpesa, Benifaraig i Massarrojos. Aquesta funció encara la manté en l'actualitat, encara que antigament travessava el nucli urbà de Benifaraig i hui en dia s'ha fet una circumval·lació a la pedania.

## Elements importants

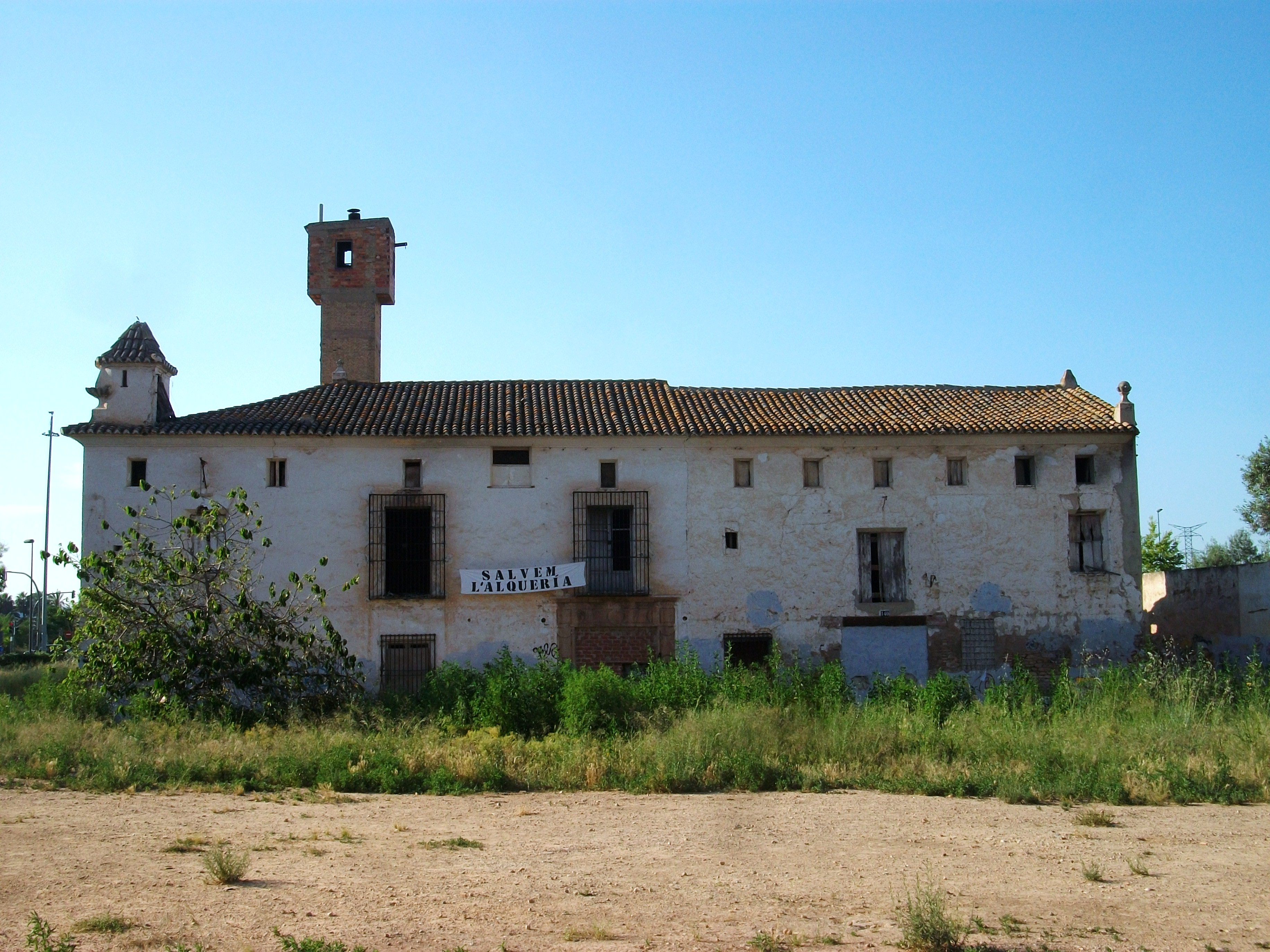
Alqueria de Falcó

Trobem la reproducció de la creu d'inici del camí a l'encreuament del carrer de Sagunt amb el carrer de Maximilià Thous, i la reproducció de la creu de terme quan arriba a la fi de la zona urbanitzada del camí.
Al costat mateix es troba l'alqueria de Falcó, una alqueria del segle xvii a l'altura de l'avinguda dels Germans Machado (a la ronda nord).
Ja fora del nucli urbà de la ciutat, trobem el magnífic i tradicional paisatge de l'horta de València amb nombroses alqueries, i una vegada dins de Poble Nou trobem la seua església de Sant Bernat Màrtir (1951) i el molí dels Alters, un antic molí fariner i arrosser pintat de color blanc de principis del segle xix, situat sobre el caixer del Braç de Petra, un ramal de la séquia de Mestalla.
Superats els accessos a Borbotó i Carpesa, s'arriba fins a Benifaraig, que és rodejat per la seua circumval·lació i, una vegada superat, trobem la casa de la Sirena (o de la Serena), alqueria senyorial del segle XVI en terme municipal d'Alfara del Patriarca, però dins el nucli urbà de Benifaraig i declarada Bé d'Interès Cultural.
En superar el cementeri de Benifaraig, arribem a terme municipal de Montcada, i ja en les proximitats de la població passem per la històrica Reial séquia de Montcada, la major de totes les séquies àrabs valencianes i l'única de la València musulmana que no es regeix per la legislació del Tribunal de les Aigües de València.

## Transports
Les línies 26 i C26 de l'EMT donen servei a les pedanies de Poble Nou, Borbotó, Carpesa i Benifaraig, a més de la part urbanitzada del camí, connectant-los amb el centre de València, concretament amb el carrer del poeta Querol.